# Sigle del trovatore mascherato della TSI
Il trovatore mascherato, noto anche come l'uomo mascherato, è stato una popolare serie di ident e bumper pubblicitari in live action trasmessi dall’emittente televisiva svizzera in lingua italiana TSI tra il 1993 e il 1997. Considerato da alcuni come la prima e unica mascotte della TSI negli anni '90, il personaggio ha acquisito una enorme popolarità nella comunità dei telespettatori.

## Storia e creazione
Le sigle vennero ideate dal direttore creativo britannico Martin Lambie-Nairn, in collaborazione con Sarah Davies, Daniel Barber, Ian St. John, Augusto Chollet e Armando Bardinello. Il progetto iniziò nel 1991, durante una conferenza dell'Unione Europea di Radiodiffusione (UER), in cui si discuteva del rebranding dei loghi di BBC1 e BBC2. Tra gli altri collaboratori del progetto figurano anche Charlotte Castle, Jan Casey, Glen Tutssel e Gary Holt.

## Il personaggio
Il personaggio del trovatore mascherato indossava un costume rosso brillante e una maschera argentata a forma di raggi solari, creata con l'effetto di metallo fuso. L’attore britannico Chook Sibtain interpretava il trovatore, che non aveva un nome proprio, ma un nome in codice: Erik. Tra le sue abilità c'erano il giocoliere con le torce, illusionismo con le colombe e il mangiafuoco. Appariva e scompariva magicamente nelle varie scene, contribuendo al suo fascino misterioso.

## Design e ispirazione
Il trovatore mascherato fu disegnato dal fashion designer svizzero Michele Jannuzzi, mentre la maschera venne realizzata dalla compagnia britannica Asylum Models & Effects, ispirata al teatro italiano, alla commedia dell'arte e soprattutto al Carnevale di Venezia. Il personaggio non doveva essere né aristocratico né contemporaneo, ma rappresentava una figura enigmatica e in linea con la cultura svizzero-italiana. Inoltre, integrava il classico logo a forma di losanga della SRG SSR, che era stato abbandonato da altre emittenti svizzere come SF DRS e TSR. Il font utilizzato per le sigle era Helvetica.

## Produzione
Le scene vennero girate interamente nel Canton Ticino, in Svizzera, e il personaggio mascherato appariva in vari contesti, come castelli, case, montagne e scenari tipici della regione. La colonna sonora delle sigle fu composta da Colin Towns, tranne per il backstage di un ident del 1993, dove venne utilizzata una versione strumentale della canzone "Principles of Lust" degli Enigma. Inoltre, nel 1994, le sigle della TSI furono premiate con un bronzo al Promax & BDA di New Orleans, negli Stati Uniti, mentre nel 1995 hanno ricevuto dalla regina Elisabetta II del Regno Unito il Queen's Award for Export Achievement.

## Declino e fine
Le sigle del trovatore mascherato furono abbandonate nel 1997, quando la TSI lanciò il suo secondo canale. In quell'anno, la sua maschera continuò ad apparire in differenti bumper pubblicitari e nei menù dei programmi fino al 1999, quando la TSI cessò di utilizzare mascotte simili.

## Lista di sigle

### Ident
- L'uomo mascherato che giocola con le tre torce[senza fonte]
- L'uomo mascherato che scende dalle scale (prima versione)[senza fonte]
- L'uomo mascherato che scende dalle scale (seconda versione)[senza fonte]
- L'uomo mascherato che va in barca[senza fonte]
- L'uomo mascherato che passeggia sui merli del castello[senza fonte]
- L'uomo mascherato mangiafuoco[senza fonte]
- L'uomo mascherato illusionista con le colombe[senza fonte]
- L'uomo mascherato che sventola la bandiera rossa (prima versione)[senza fonte]
- L'uomo mascherato che sventola la bandiera rossa (seconda versione)[senza fonte]

### Bumper pubblicitari
- Maschera girevole[senza fonte]
- Il capitello[senza fonte]
- L'uomo mascherato visto dai riflessi dell'acqua[senza fonte]
- Acqua sugli stivali rossi[senza fonte]
- Lato destro della maschera[senza fonte]
- La torcia[senza fonte]
- La bandiera rossa[senza fonte]

## Riconoscimenti
- 1994 - Premio di bronzo, Promax & BDA
- 1995 - Queen's Award for Export Achievement